# Barry Kelly
Barry Kelly (Byron Bay, 24 de septiembre de 1954) es un deportista australiano que compitió en piragüismo en la modalidad de aguas tranquilas.
Participó en dos Juegos Olímpicos de Verano, obteniendo una medalla de bronce en Los Ángeles 1984, en la prueba de K2 1000 m, y el quinto lugar en Moscú 1980, en el K2 500 m. En 2000 fue condecorado con la Medalla Deportiva Australiana.

## Palmarés internacional
| Juegos Olímpicos | Juegos Olímpicos             | Juegos Olímpicos  | Juegos Olímpicos |
| Año              | Lugar                        | Medalla           | Competición      |
| ---------------- | ---------------------------- | ----------------- | ---------------- |
| 1984             | Los Ángeles (Estados Unidos) | Medalla de bronce | K2 1000 m        |